# Sídliště Máj

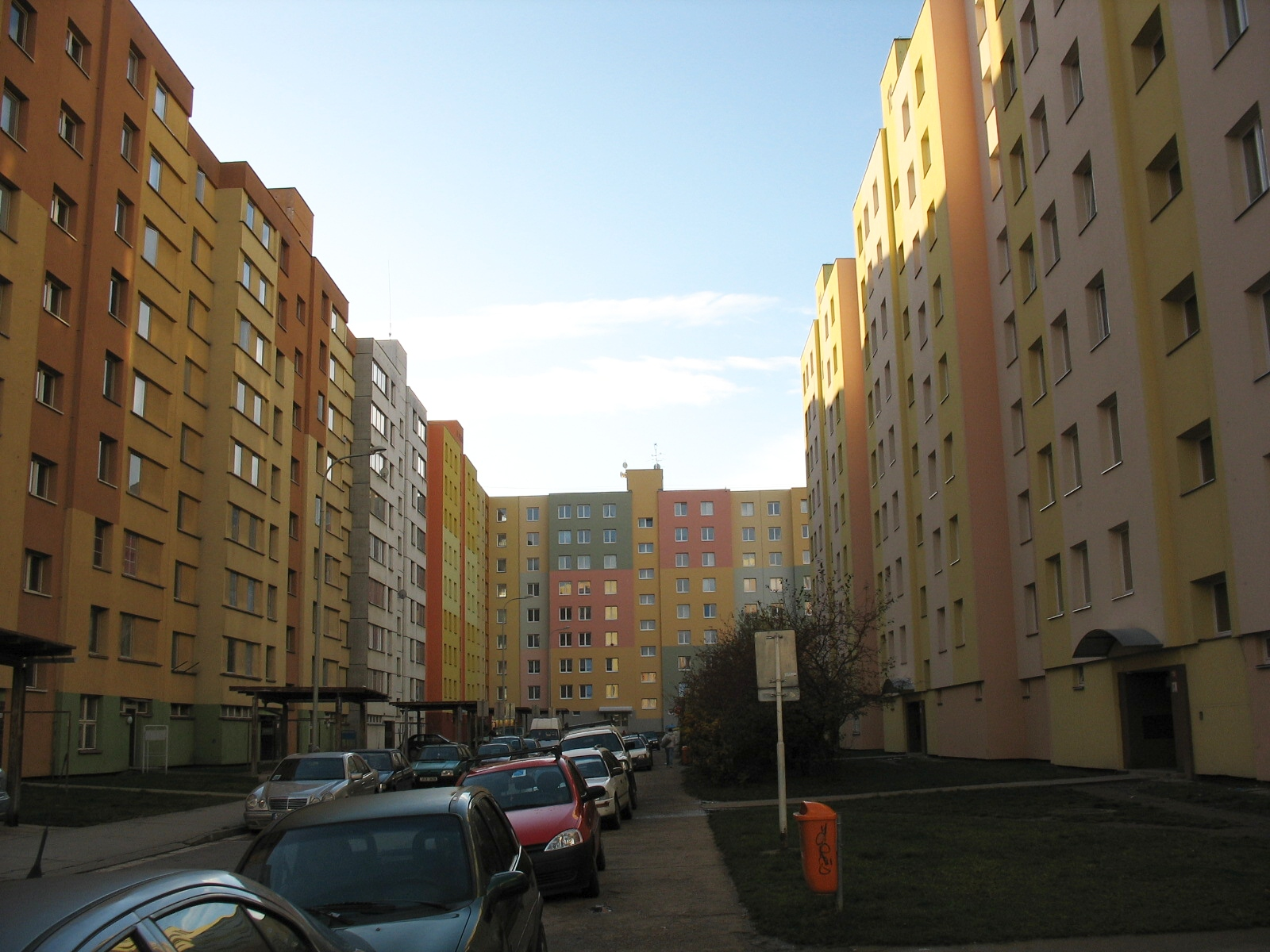
Ulice Václava Volfa - východní část

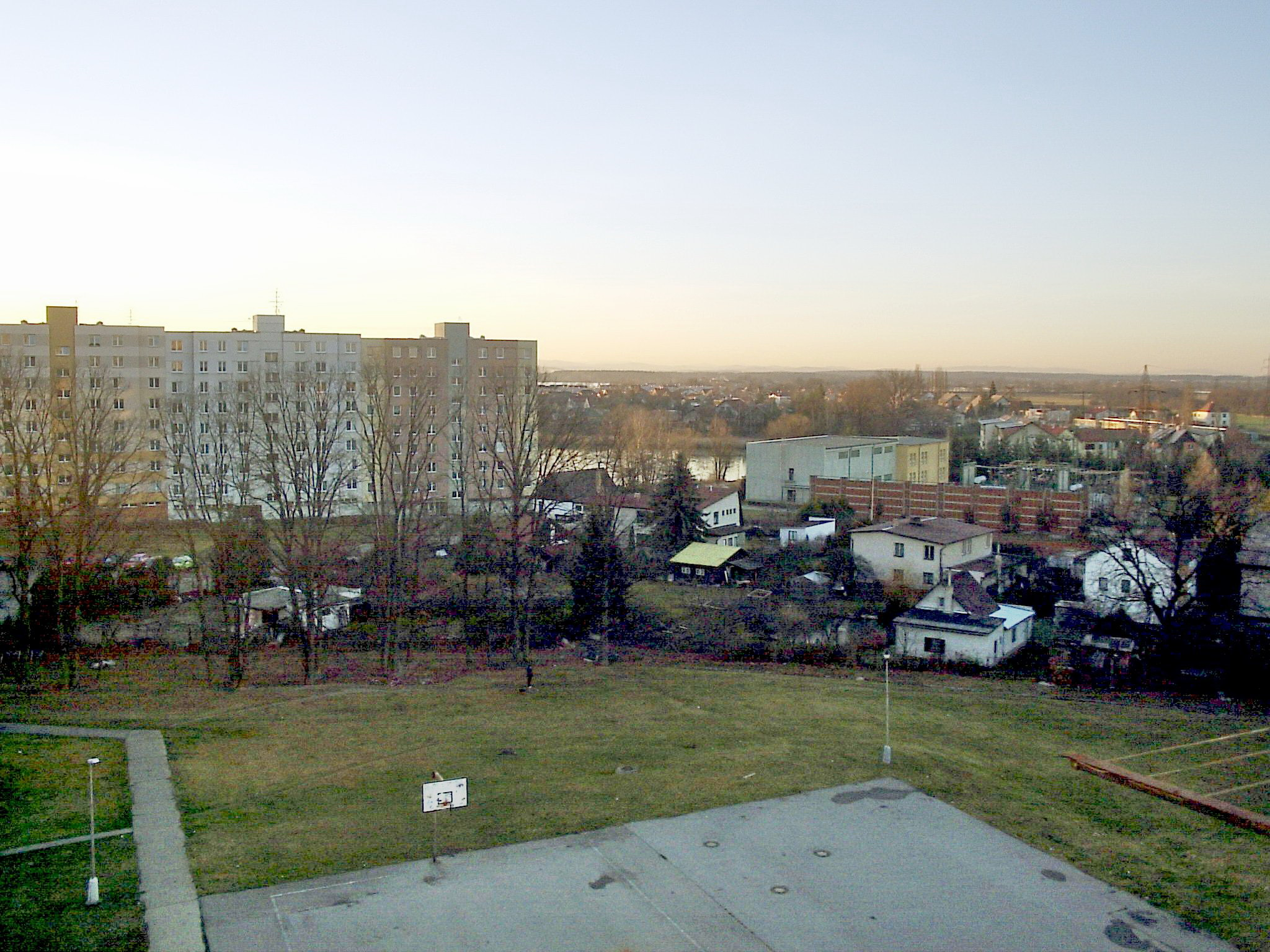
Pohled na Zavadilku ze sídliště Máj

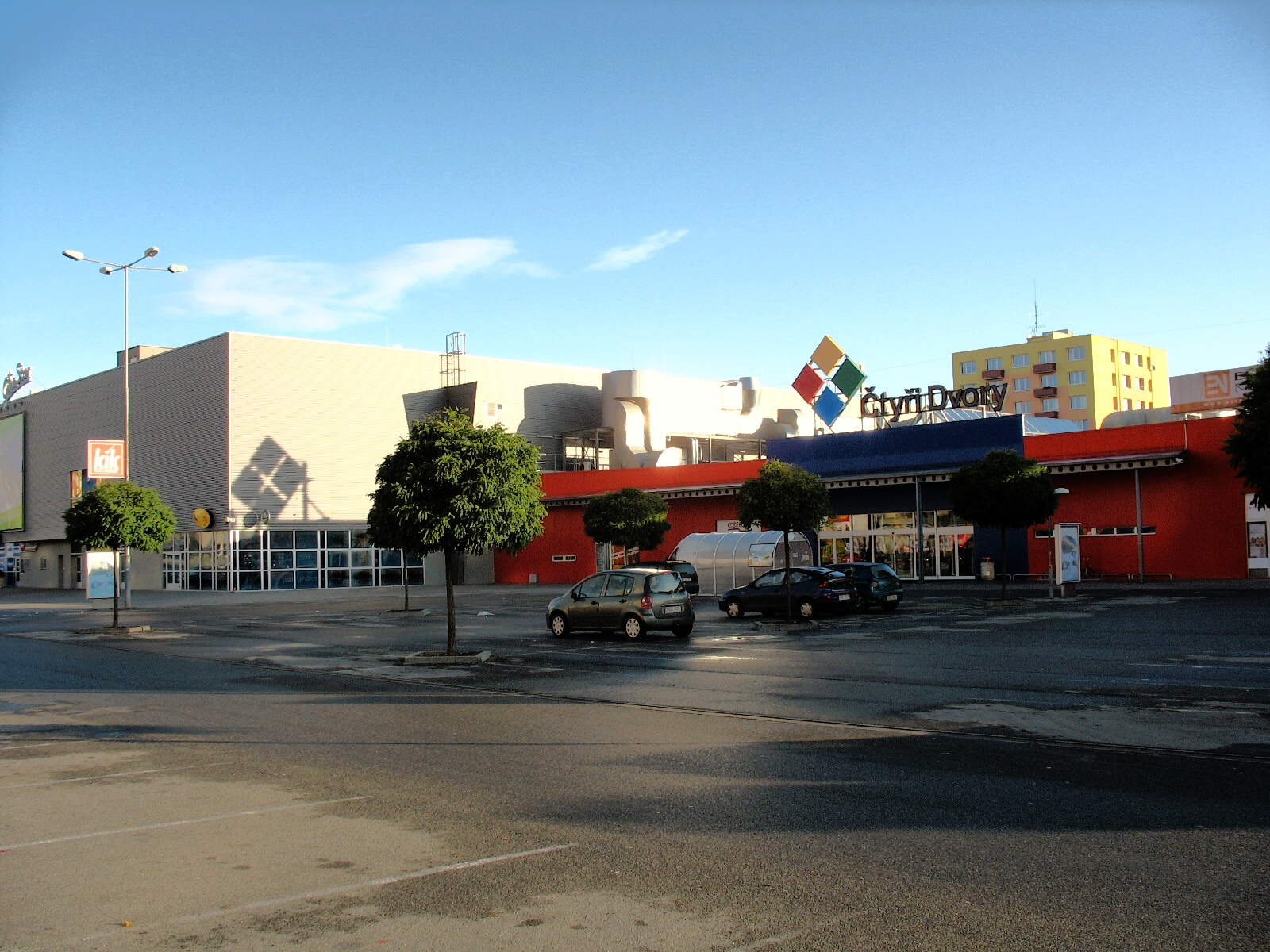
Obchodní centrum Čtyři Dvory

Sídliště Máj je největší českobudějovické sídliště se zhruba 20 až 25 tisíci obyvatel. Jedná se o poslední sídliště vybudované v Českých Budějovicích na levém břehu Vltavy a druhé nejmladší celkově (novější je již jen sídliště Za Voříškovým dvorem u Strakonické a Plzeňské ulice). Původní panelovou zástavbu (která však již téměř veškerá dostala novou fasádu i okna) dnes doplňuje modernější cihlová, budovaná převážně v jižní a jihozápadní části sídliště.
Pod názvem Máj jsou v České republice známa dvě sídliště. Druhé (menší) sídliště Máj s oficiálním názvem Sídliště Dlouhá se nachází v Novém Jičíně.

## Poloha
Sídliště Máj leží na západním okraji města, je součástí městské části Čtyři Dvory. Jeho hranice tvoří od severu ulice Evžena Rošického, od východu ulice Větrná a od jihu Branišovská ulice. Ulice Větrná odděluje sídliště Máj od staršího sídliště Šumava (vybudovaného v 70. a 80. letech 20. století), se kterým vytváří kompaktní obytný celek.
Do sídliště Máj spadají následující ulice: Antonína Barcala, Branišovská (malá severozápadní část), Dr. Bureše, Dubenská, Evžena Rošického (malá západní část), Jaroslava Bendy, Karla Chocholy, Karla Štěcha, Lhenická, Loucká, Milady Horákové, Miroslava Chlajna, Netolická, Norberta Frýda, Prachatická, Spojovací, U Boru, U Lesa, Václava Volfa a Větrná (celá západní část).
Za Branišovskou ulicí sousedí sídliště (na jihovýchodě) s areálem Jihočeské univerzity a Akademie věd. Severozápad sídliště sousedí se Zavadilkou (obytná zástavba vil a rodinných domů, součást Českých Budějovic). Na severovýchodě pak sídliště navazuje na bývalý vojenský areál Čtyři Dvory – bývalá kasárna a tankové cvičiště. V této oblasti se předpokládá budoucí rozvoj města, včetně výstavby tzv. Rejnoka, kongresového a koncertního centra Antonína Dvořáka, které pro České Budějovice navrhl proslulý architekt Jan Kaplický.
Protože se sídliště nachází na okraji města, je zde velká vazba na okolní přírodu – na západě přechází do lesa Bor (známý také pod názvem Branišovský les), na severu se přibližuje k přírodní rezervaci Vrbenské rybníky (nejbližšími rybníky jsou Mladohaklovský a Velký Vávrovský rybník), na jihu a jihozápadě navazuje na louky a pole v okolí vrchu Švábův hrádek. Sídliště Máj je spolu s Třebotovicemi jedinou částí Českých Budějovic sousedící s lesem. Na západním okraji u trolejbusové točny začínají pěší turistické trasy, zelená směrem na vrchy Kluk, Kleť a do Českého Krumlova, modrá do oblasti Haklových Dvorů a Vrbenských rybníků. Obě trasy jsou součástí mezinárodní pěší turistické trasy E10 vedoucí mezi severem a jihem Evropy a obcházející tudy zástavbu Českých Budějovic.
Lokalita je také oproštěna od vedení rušných dopravních tahů, v blízkosti sídliště se nenachází žádná dálnice, silnice I. ani II. třídy ani žádná železnice. Na sídlišti Máj není dále situován žádný typicky průmyslový objekt, ani v jeho blízkém okolí. To má spolu s polohou na západě města, vazbou na okolní přírodu a absencí zatížených dopravních tahů pozitivní vliv na kvalitu vzduchu a hlukovou zátěž pro bydlení.
Nadmořská výška parteru sídliště se pohybuje cca od 390 do 400 m n. m., žádná část sídliště neleží v záplavové oblasti a není tak ohrožena povodněmi způsobenými řekou Vltavou nebo jejími přítoky.

## Počet obyvatel
Podle sčítání lidu z roku 2001 žilo na sídlišti Máj v 6 631 bytech 17 733 obyvatel, což je cca 20 % obyvatel (pětina) města České Budějovice (celkový počet obyvatel města je 92 225 k 1. lednu 2011). V uvedených hodnotách ale chybějí údaje o novějších bytových domech v ulicích Větrná, U Lesa, Dubenská, Loucká, Spojovací apod. situovaných v jižní části sídliště Máj. Skutečný stav žijících osob na sídlišti je ještě vyšší, jelikož zde žijí i osoby, které nejsou v této lokalitě evidovány na Matričním úřadu v Českých Budějovicích. Odhadovaný celkový počet obyvatel sídliště Máj je tak na hodnotě 20 až 25 tis. obyvatel (cca 25 % obyvatel Českých Budějovic).
Co se týče obyvatel s trvalým pobytem na sídlišti Máj, podle sčítání lidu z 26. 3. 2011 měla základní sídelní jednotka (ZSJ) Sídliště Máj podle trvalého bydliště 16 106 obyvatel a podle obvyklého pobytu 15 355 obyvatel. Výměra ZSJ Sídliště Máj je 133 ha podle odhadu GIS k 1. 1. 2013.
Podle údajů Matričního úřadu v Českých Budějovicích z roku 2007 žil na sídlišti Máj následující počet obyvatel (v seznamu uvedeny pouze vybrané ulice sídliště):
- Antonína Barcala: 1006 obyvatel, z toho 460 mužů a 546 žen
- Dr. Bureše: 356 obyvatel, z toho 178 mužů a 178 žen
- Dubenská: 401 obyvatel, z toho 170 mužů a 231 žen
- Jaroslava Bendy: 2387 obyvatel, z toho 1131 mužů a 1256 žen
- Karla Chocholy: 1565 obyvatel, z toho 826 mužů a 739 žen
- Karla Štěcha: 1205 obyvatel, z toho 625 mužů a 580 žen
- Milady Horákové: 719 obyvatel, z toho 336 mužů a 383 žen
- Miroslava Chlajna: 1631 obyvatel, z toho 796 mužů a 835 žen
- Norberta Frýda: 1202 obyvatel, z toho 576 mužů a 626 žen
- Václava Volfa: 3095 obyvatel, z toho 1470 mužů a 1625 žen

V seznamu nejsou uvedeny např. ulice:
Lhenická, Loucká, Netolická, Prachatická, Spojovací, U Boru, U Lesa, Větrná (západní část ulice spadající do sídliště Máj).

## Urbanistický popis
Sídliště Máj bylo vystavěno v 80. až 90. letech 20. století na okraji bývalých Čtyř Dvorů na ploše bývalého vojenského cvičiště mezi sídlištěm Šumava a lesem Bor. Sídliště je tvořeno převážně panelovými bytovými domy z období výstavby cca do roku 1992, zejména osmipatrovými řadovými, dále 10 věžovými dvanáctipatrovými "rondely", a také 4 věžovými osmipatrovými v severozápadní části. I v současné době se rozšiřuje, zejména na jih a na jihozápad, ovšem nové části již netvoří klasické paneláky, ale menší a modernější bytové domy.
Téměř všechny panelové domy na sídlišti jsou v roce 2011 po rekonstrukci, spočívající především ve výměně oken, zateplení a úpravě fasády. V současné době (v letech 2010 až 2014) probíhá revitalizace veřejného prostoru na sídlišti – oprava chodníků, veřejné zeleně, parkovacích stání, veřejného osvětlení a dětských hřišť.
Sídliště Máj postrádá výrazné čtvrťové centrum, jako je tomu např. u budějovických sídlišť Šumava nebo Vltava, která disponují jasně vymezenými náměstími. Situace by se v budoucnu mohla změnit v souvislosti s úpravami prostoru kolem ulice Antonína Barcala u zastávky Jaroslava Bendy, který tvoří pomyslný střed sídliště Máj. Možná právě proto je také mnohými obyvateli města mylně zaměňován střed sousedního menšího sídliště Šumava se středem sídliště Máj. Úpravy by měly proběhnout v roce 2014 v souvislosti s revitalizací sídliště.
Hlavními osami sídliště ve směru západ–východ jsou:
- páteřní komunikace Evžena Rošického vedená po severní straně sídliště
- pěší, příp. cyklistická trasa v ose základní škola – potraviny Samka – Lhenická – Václava Talicha
- páteřní komunikace Antonína Barcala vedená přes centrální část sídliště
- pěší, příp. cyklistická trasa v ose Dubenská – Větrná pokračující do středu sídliště Šumava
- páteřní komunikace Branišovská vedená po jižní straně sídliště

Hlavními osami sídliště ve směru sever–jih jsou:
- pěší, příp. cyklistická trasa vedená kolem lesa Bor
- pěší, příp. cyklistická trasa vedená v úseku Lišovský rybník – Václava Volfa – západní okraj Jaroslava Bendy
- pěší, příp. cyklistická trasa v ose výměník Rošického – pošta – východní část ulice Jaroslava Bendy
- páteřní komunikace Milady Horákové
- pěší, příp. cyklistická trasa vedená ulicí Větrná

Z uvedených páteřních komunikací pak vybíhají obslužné komunikace mezi jednotlivé bytové domy.

## Občanská vybavenost
V centru sídliště se nachází pobočka České pošty (pošta České Budějovice 5 – PSČ 370 05) a České správy sociálního zabezpečení. Součástí občanské vybavenosti jsou i jesle a mateřská škola v ulici Karla Štěcha, dvě základní školy v ulici Miroslava Chlajna včetně základní umělecké školy – rytmické kurzy, taneční kurzy, předplavecký výcvik, veřejná výstava dětských prací a kreseb apod. Zdravotnické zařízení je umístěno v ulici Dr. Bureše. Obchodní a zábavní centrum Čtyři Dvory s multikinem CineStar, obchody a restauracemi se nachází u křižovatky ulic Milady Horákové a Antonína Barcala. Na sídlišti jsou k dispozici dvě policejní služebny – Policie ČR v ulici Miroslava Chlajna, Městská policie České Budějovice v ulici Antonína Barcala (obvod 2 – Máj). 

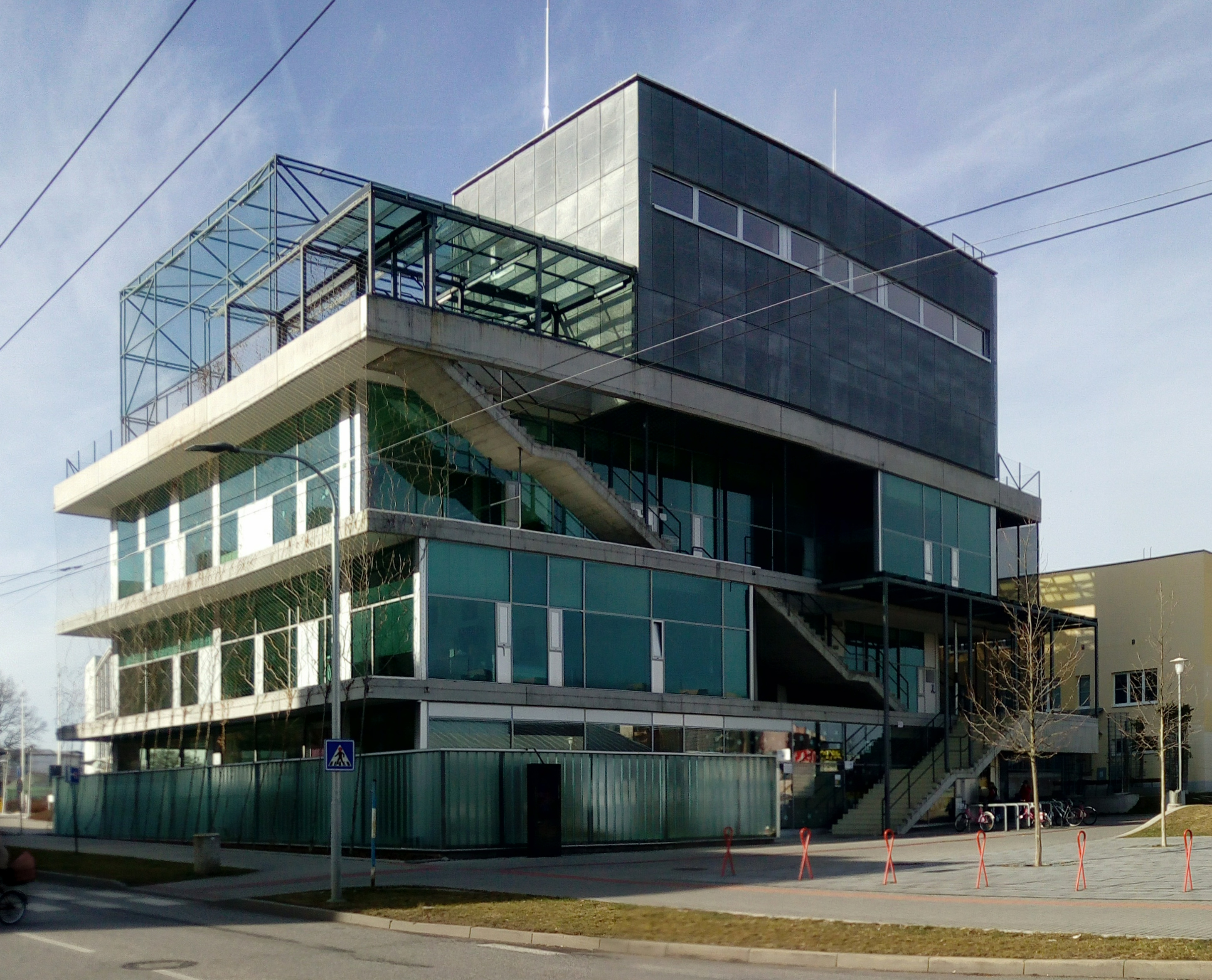
Komunitní centrum Máj

V roce 2014 bylo v ulici Antonína Barcala (vedle pošty) otevřeno Komunitní centrum Máj. V centru se pod záštitou Salesiánů konají programy pro děti a mládež ze sídliště (doučování, otevřené kluby, sportovní a taneční kluby). V budově sídlí také mateřské centrum, klub seniorů a poradenské centrum.
Na sídlišti bylo z důvodu problémů s parkováním osobních automobilů vybudováno několik objektů hromadných garáží, a to v ulici Milady Horákové (několikapodlažní objekt čp. 1422, poblíž obchodního centra Čtyři Dvory), Norberta Frýda (dva dvoupodlažní objekty, jeden čp. 1484 poblíž zastávky Máj – Milady Horákové a druhý u prodejny Penny Market) a Antonína Barcala (jeden objekt čp. 1443 částečně zahloubený pod úroveň terénu, lokalita u pošty).
Na sídlišti je k dispozici několik nákupních středisek – Albert v obchodním centru Čtyři Dvory, Penny Market na protějším rohu křižovatky ulic Milady Horákové a Antonína Barcala, Billa v ulici Milady Horákové, Norma v ulici Antonína Barcala, Samka mezi ulicemi Norberta Frýda a Karla Štěcha. V ulici Milady Horákové se v jižní části sídliště Máj nachází také prodejna automobilů CB Auto a. s. Mnoho drobných provozoven od potravin přes cukrárnu, kadeřnictví nebo krejčovství, se nachází v přízemí bytových domů nebo jako přidružené prodejny v blocích hromadných garáží.

## Dopravní spojení
Jelikož se jedná o největší a nejhustší obytný celek ve městě, odpovídá tomu i kvalitní dopravní obslužnost veřejnou dopravou.
Spojení sídliště Máj s centrem města a nádražím zajišťuje především páteřní trolejbusová linka č. 3, na sídlišti Máj se zastávkami Jaroslava Bendy a konečnou zastávkou Máj – Antonína Barcala, kde je i točna. Tato linka je nejfrekventovanější linkou budějovické MHD, v ranní špičce dosahuje interval 4 minut. Kromě sídliště Máj totiž tato linka obsluhuje další významné části města, jako sídliště Šumava a univerzitní areál u Branišovské ulice. Druhou významnou linkou pro spojení sídliště Máj s centrem města je trolejbusová linka č. 4 ze zastávky Máj – Milady Horákové. Tato linka využívá novou trolejbusovou trať v severní části sídliště Máj vystavěnou v období 2010 až 2012 (provoz zahájen 1. dubna 2012). Linka byla původně vedena protisměrnými okruhy ulicemi Evžena Rošického, Milady Horákové a Oskara Nedbala, od 2. září 2012 je linka vedena obousměrně ulicemi Milady Horákové a Oskara Nedbala. Trolejbusy linky č. 5 nevyužívají točnu, ale otáčejí se na okružní křižovatce ulic Milady Horákové a Evžena Rošického. Ve stejné trase jako linka č. 4 je také vedena autobusová linka č. 1 , která však na obou koncích trolejbusovou linku přesahuje – na západě obsluhuje také městské části Zavadilka a Haklovy Dvory, na východě pak Nové Vráto, Vráto, Rudolfov a Hlincovou Horu. Linky č. 1 a 4 jezdí v pracovní den v prokladu grafikonu, linka č. 4 přestala v roce 2020 jezdit úplně.
Pro spojení do severní části města České Budějovice jsou na sídlišti Máj k dispozici trolejbusové linky č. 5 a 8 a autobusová linka č. 18. Zatímco linky č. 5 a 18 jsou v sídlišti vedeny ulicí Antonína Barcala a pokračují dále ulicí Oskara Nedbala, linka č. 8 je z točny v ulici Antonína Barcala vedena severní částí sídliště (ulicemi Milady Horákové a Evžena Rošického) a kromě zastávek Máj – Antonína Barcala a Jaroslava Bendy obsluhuje také zastávku Máj – Milady Horákové. Mezi významné cíle v severní části města, ke kterým se lze dostat uvedenými linkami, jsou obchodní zóna na Strakonické ulici (linky č. 5, 8 i 18), městský hřbitov u sv. Otýlie a Nemanice (linka č. 8), průmyslové areály Motor Jikov a Robert Bosch (linka č. 18), okolí Družby a Palackého náměstí (linka č. 5) nebo Okružní ulice (linka č. 18). Linka č. 5 je jednou z páteřních linek a její interval ve špičce dosahuje 10 minut. Linky č. 8 a 18 nejsou v provozu o víkendech.
Pro spojení na jih města je na sídlišti Máj k dispozici autobusová linka č. 7., která projiždí zastávkou v ulici Milady Horákové. Zajišťuje spojení k nemocnici, k poliklinice Jih a do městské části Rožnov. Většina spojů obsluhuje i obce na jižní straně města, jako např. Včelná nebo Boršov nad Vltavou.
Noční dopravu zajišťuje noční linka č. 53 v trase do centra města a k nádraží shodné s linkou č. 3. Od nádraží (kde je možný přestup na linku č. 59, vlakové spoje nebo mezinárodní autobusy) pak navíc tato linka pokračuje na jih města k nemocnici a do Rožnova.
Individuální automobilová doprava mezi sídlištěm a zbytkem města využívá ulici Branišovskou, Oskara Nedbala nebo Evžena Rošického a od roku 2018 propojení zakončené kruhovým objezdem na Vltavě. Dostatečné kapacitní napojení neexistuje, ve všech případech se jedná o dvoupruhové komunikace se zklidňujícími prvky a přetíženými křižovatkami s Husovou ulicí.
Ze sídliště Máj do centra města je vyznačena městská cyklotrasa G, která vede přes sídliště Šumava, kolem Výstaviště a navazuje na Dlouhý most. Tento přepravní proud je jedním z nejvýznamnějších cyklistických proudů ve městě, přesto není v oblasti Dlouhého mostu prakticky vyřešen. Doba jízdy do centra města je zhruba 15 minut. Z větší části se bohužel nejedná o kvalitní cyklostezky, jako spíše o vyznačené trasy po místních komunikacích. V ulici Na Zlaté stoce je možnost odbočení z cyklotrasy G na cyklotrasu F vedoucí do centra města kolem městského lesoparku Stromovka. Po jižním okraji sídliště (Branišovskou ulicí) je vedena cyklotrasa č. 1100 směřující z obce Branišov do centra města, která se v ulici Na Zlaté stoce napojuje na cyklotrasu F. Sídliště Máj není přímo spojeno se severní ani s jižní částí města České Budějovice žádnou cyklotrasou. Ačkoli je sídliště Máj obklopeno přírodou, žádná cyklotrasa není vedena přilehlými polními ani lesními cestami. Jedinou výjimku tvoří asi kilometrový úsek cesty podél lesa Bor. V souhrnu lze tedy konstatovat, že ve všech případech musejí cyklisté využívat místní komunikace sdílené s osobními automobily a s kratšími úseky cyklostezek si rozhodně nevystačí.

## Problémy sídliště a jejich řešení
Z důvodu nadměrné koncentrace obyvatel má sídliště Máj velké problémy s parkováním osobních automobilů. To se snaží město řešit budováním hromadných garážových objektů. Umístění čtyř takových objektů na sídlišti Máj je popsáno výše v kapitole Občanská vybavenost. V severní části sídliště (poblíž ulic Karla Chocholy a Karla Štěcha) se uvažuje o vybudování hlídaného parkoviště.
Běžným problémem sídlišť včetně Máje je nedostatek zeleně a "šedé", často betonové a pravoúhle řešené chodníky. Díky revitalizaci veřejných prostor sídliště probíhající od roku 2010 se tento problém daří řešit. Jsou zde vysazovány nové stromy a keře. Při revitalizaci sídliště (spolufinancované také z Evropské unie) dochází k výměně povrchu komunikací, nevzhledný beton je často nahrazován pohlednější zámkovou dlažbou. Upravována jsou také dětská hřiště, veřejné osvětlení a některá parkoviště. Vrcholem úprav bude vymezení náměstí v centru sídiště u pošty a vytvoření "zeleného" centra sídliště – svažitého parčíku u České správy sociálního zabezpečení a tzv. Centrálního parku v ose od pošty k severu (v letech 2013 až 2014). Tento park bude obsahovat také stezku pro cyklisty a in-line bruslaře, herní mobiliář pro malé i větší děti a skatepark pro dospívající mládež. Centrum parku je navrženo také s vodním prvkem (fontánou), na severu park přejde do volné zeleně s rybníky.
Dalším problémem sídliště, který se daří řešit, je hromadění nežádoucího komunálního odpadu v prostorech kolem kontejnerů. Tento problém nevznikl pouze důsledkem husté zástavby, ale také proto, že od určitého období začaly být citelné platby za množství komunálního odpadu, čehož začali využívat majitelé rodinných domů a vozili své odpady do sídlišť. Situaci se podařilo vyřešit legislativní úpravou, a také častějšími svozy odpadu (v současné době probíhají třikrát do týdne). Nadále však občas zůstávají problémem nelegální skládky odpadu (u kontejneřišť), který by občané města měli odvážet do sběrných dvorů (starý nábytek, domácí spotřebiče apod.). Problémem je také občasné odhazování drobného odpadu mimo odpadkové koše. Na pořádek v sídlišti dohlíží úklidová četa.
Problém doposud nepříliš řešený lze najít v severozápadní části sídliště, kterou kromě vysoké koncentrace panelových domů trápí i větší podíl sociálně slabých obyvatel včetně Romů v některých bytech, kteří sem byli sestěhováni v 90. letech magistrátem města (za primátorů Jaromíra Talíře z KDU-ČSL a Miroslava Beneše z ODS) nebo realitními kancelářemi z oblasti Palackého náměstí a okolí v důsledku privatizace a restitucí, nebo se sem přistěhovali později (především ze Slovenska). Celkem na sídlišti Máj bydlí asi 4000 z celkových cca 10000 Romů ve městě České Budějovice, tj. cca 17 % obyvatel sídliště (celoměstský průměr je cca 11 %). Problém se projevuje především v hlučném projevu Romů a v jejich častějším srocování (zejména malých hlučně se projevujících nehlídaných dětí) v parteru sídliště, především za teplých letních večerů. Zdejší Romové jsou však většinou slušně oblečení, patří zřejmě k těm bohatším v rámci města. Příslušné domy zhusta obývají též studenti Jihočeské univerzity, kterým vyhovují zdejší nižší nájmy. Nejedná se však o vybydlené nebo neopravované byty či domy.
Mezi obyvateli Českých Budějovic je sídliště Máj považováno, i přes výbornou lokalizaci k přírodě, minimum emisí z průmyslu či dopravy nebo kvalitní občanskou vybavenost či dostupnost MHD, za horší lokalitu – zejména však v souvislosti s medializací uvedených problémů v místním tisku, na Internetu apod. Místo je označováno za nebezpečné, zejména v noci – tento názor se však snaží mírnit obě oddělení policie, která posílila hlídky zajišťující klid a pořádek a v provozu je také kamerový systém pro prevenci kriminality. Není však zřejmé, zda je tento stav podmíněn čistě vysokou koncentrací obyvatel, nebo také sociálně slabými jedinci. Navíc, statistiky neukazují nikterak větší procento kriminality, než je tomu v ostatních částech města.
Při posuzování kvality lokality sídliště Máj pro bydlení se rozlišují různé části sídliště, některé jeho okrajové části s vazbou na přírodu a kvalitní dopravní obslužnost zůstávají stále atraktivními.
V centru Českých Budějovic došlo 29. června 2013 k protiromské demonstraci, na níž se sjelo několik skupin extremistů z celé republiky. Demonstrace byla reakcí na incident z 21. června, kdy došlo ke rvačce na dětském hřišti na sídlišti Máj. Po demonstraci, která měla podle organizátorů poukázat na problémy soužití sociálně slabších rodin, následoval nepovolený pochod na sídliště Máj, který vyvrcholil potyčkou s policií, po níž bylo zadrženo 30 osob.

## Sídlí zde
- Obchodní a zábavní centrum Čtyři Dvory – Milady Horákové čp. 1498 (jižní část) a čp. 1521 – obsahuje multikino CineStar, prodejnu potravin Albert, eShop Alza.cz apod.
- ZŠ Máj I – Miroslava Chlajna 1319/21
- ZŠ Máj II – Miroslava Chlajna 1347/23, 1413/23a
- Jeslová a azylová zařízení České Budějovice – Karla Štěcha 1320/5
- MŠ České Budějovice, K. Štěcha – Karla Štěcha 1320/5
- Česká pošta – Antonína Barcala 404/38
- Česká správa sociálního zabezpečení – Antonína Barcala čp. 1461
- Zdravotnické zařízení Medicentrum Máj – Dr. Bureše 1251/9/I
- Obvodní oddělení Policie ČR Čtyři Dvory – Miroslava Chlajna 1499/43
- Obvodní oddělení Městské policie – Antonína Barcala 1252/4

## Další fotografie

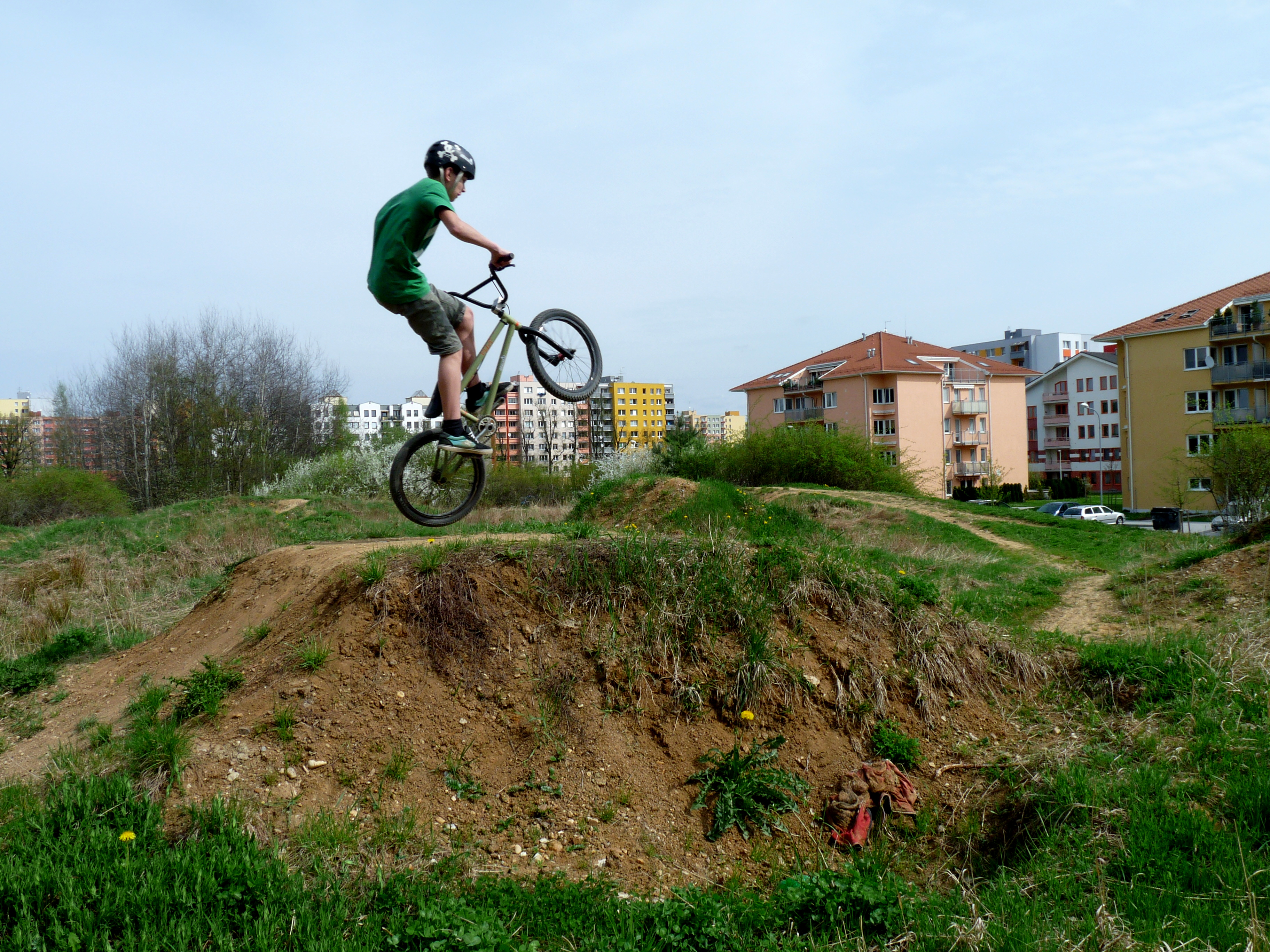
Minibikepark Máj
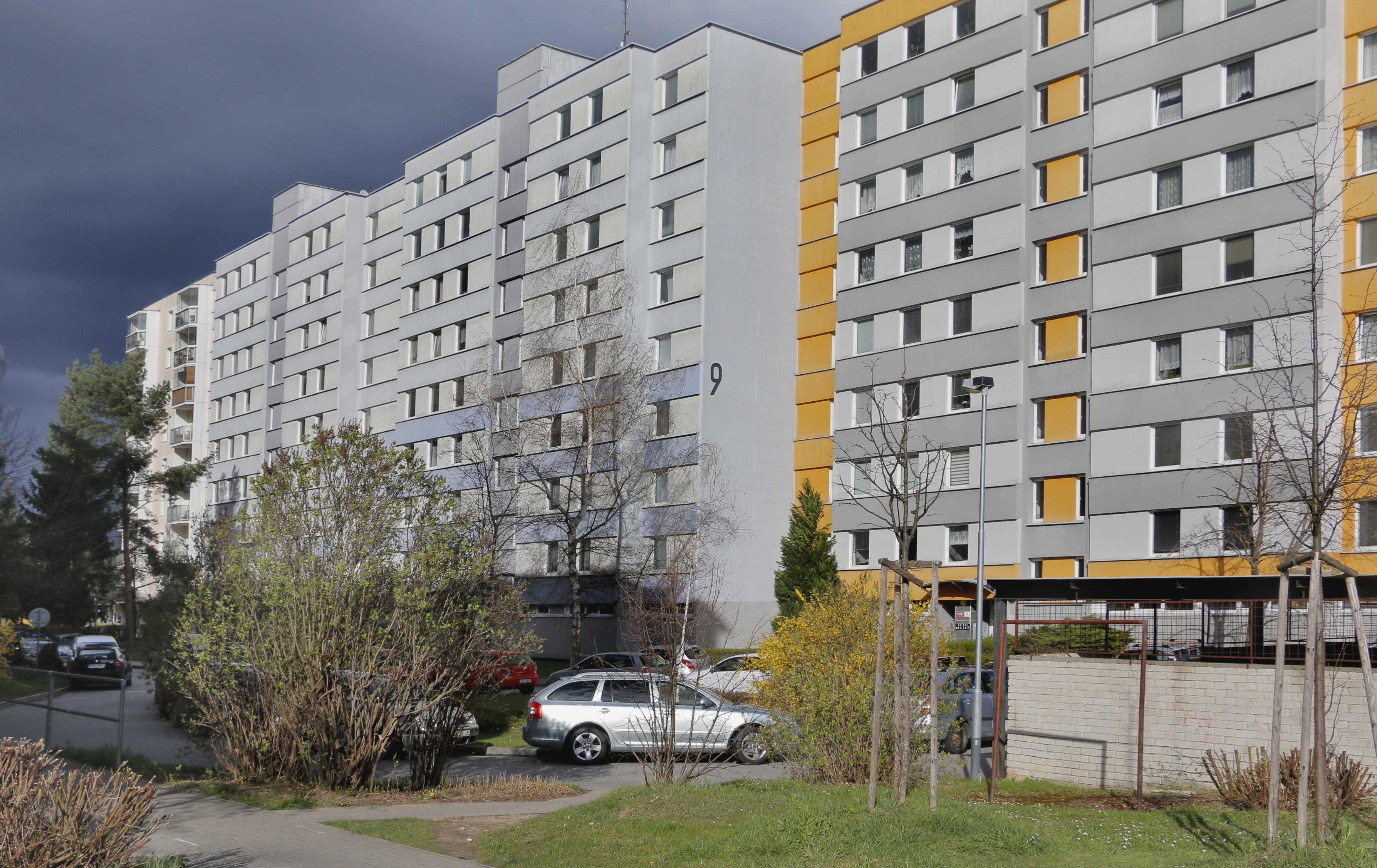
Netolická ulice
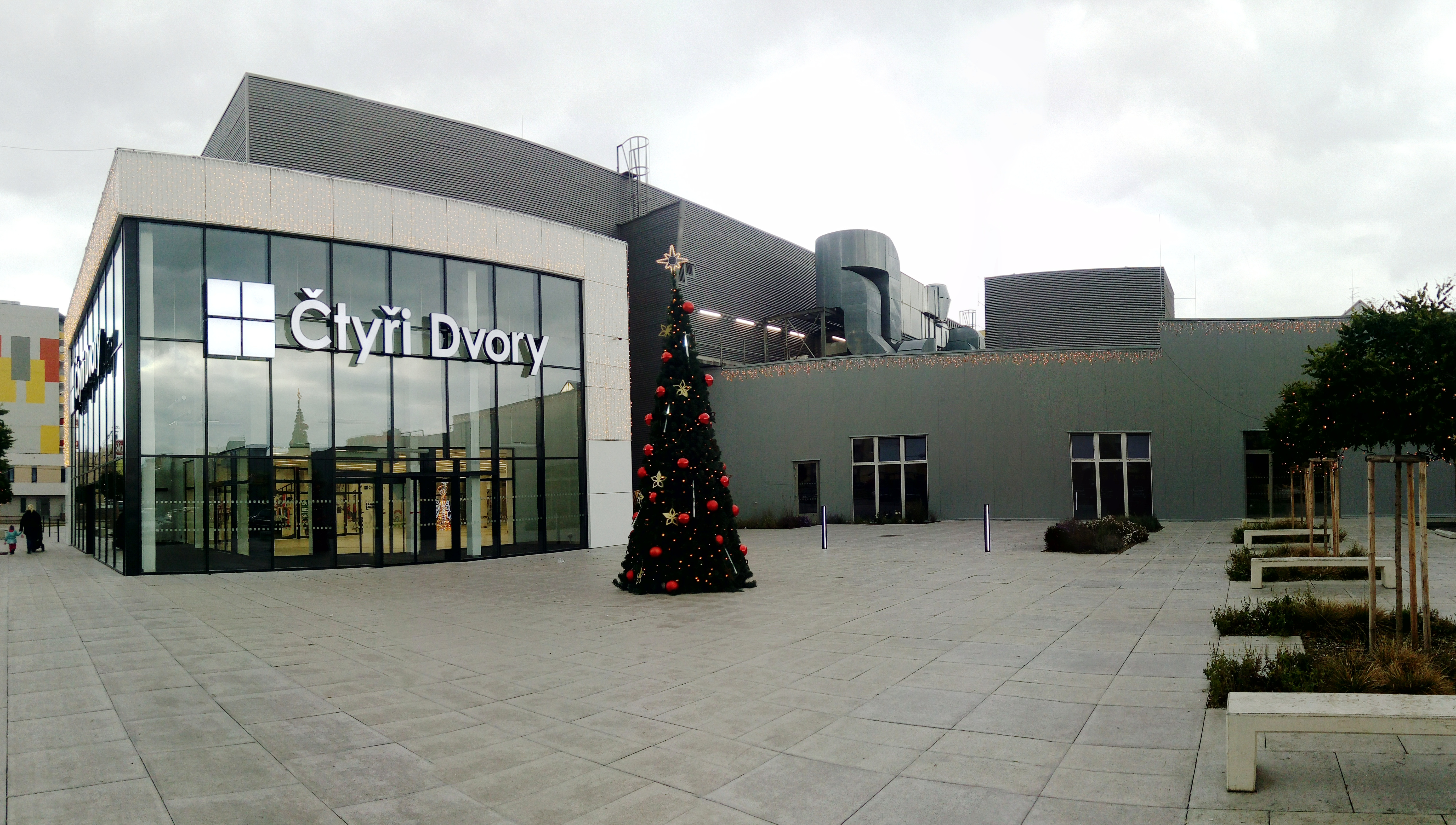
Nákupní centrum Čtyři Dvory
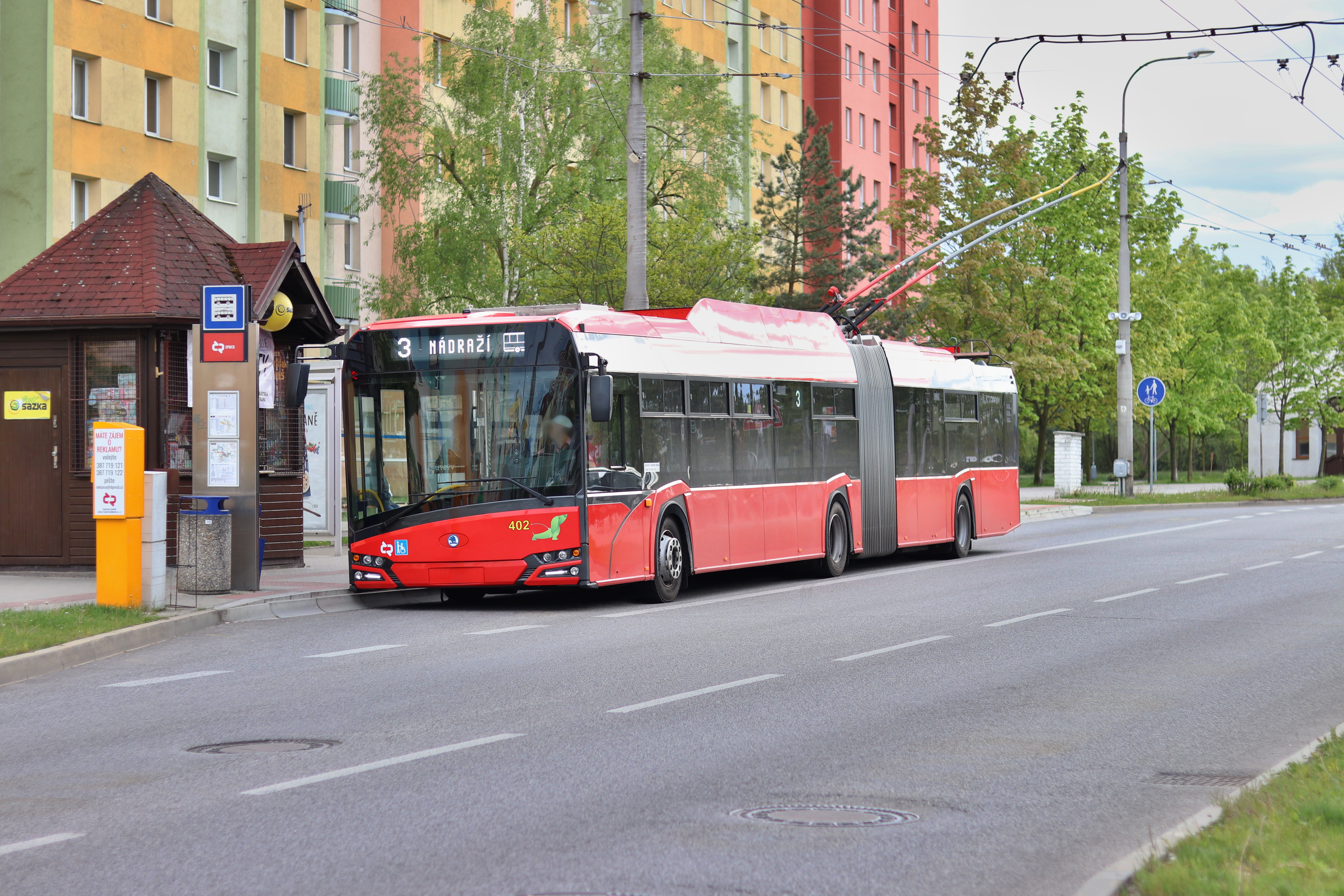
Ulice Antonína Barcala